# Valuewaste

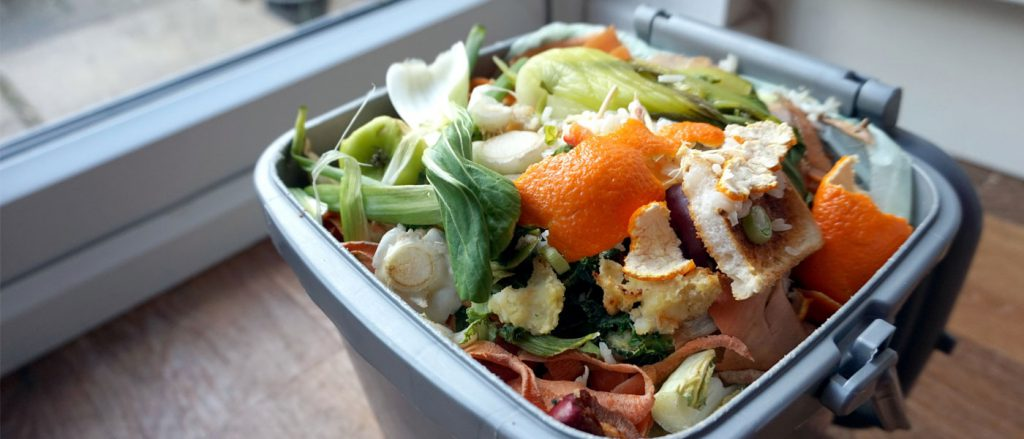
Valuewaste

Valuewaste es un sistema de revalorización de la fracción orgánica de los residuos urbanos  que están integrados en productos estratégicos clave en la UE. Se trata de la incorporación de un sistema que valora en el contexto de una ciudad y recupera productos con un valor de mercado que regula el coste global de la valorización de biorresiduos.  
El proyecto se inició en 2018 como un propósito centrado en la Innovación de sistemas integrados para la valorización de residuos urbanos, apoyando así a la economía circular.

## Argumento
El 1 de noviembre del 2018 se lanzó el proyecto Valuewaste cuyo nombre significa “Unlocking new Value from urban bioWaste”, coordinado por la empresa Cetenma y recibe financiación por parte de la Comisión Europea, bajo el programa “Retos Sociales 2”. 
El proyecto se lleva a cabo en dos ubicaciones europeas diferentes, en Murcia (España) y en Kalundborg (Dinamarca). A su vez ha llevado a cabo iniciativas sociales para el aumento de la conciencia del consumidor y la aceptación de los productos derivados de los biorresiduos urbanos.
Los resultados del proyecto han contribuido a una nueva normalización y a la recogida de información útil en términos de gestión de residuos y para la adopción de nuevas políticas. 

## Objetivo
Valuewaste busca una visión integrada de la valoración completa de la fracción orgánica de los residuos sólidos urbanos (biorresiduo), a través de la implementación de 3 nuevas cadenas de valor que utiliza los biorresiduos como materia prima a través de un proceso en cascada para obtener productos de alto valor añadido: proteínas para alimentación humana y animal y biofertilizantes, entre otros, generando así un valor económico, social y medioambiental.

## Empresas asociadas
El proyecto está coordinado por la empresa Cetenma y cuenta con el apoyo de 17 socios de diferentes países de Europa. 
| Nombre                                                 | Ubicación |
| ------------------------------------------------------ | --------- |
| Cetenma                                                | España    |
| Innovarum                                              | España    |
| Universidad de Ciencias Aplicadas de Savonia           | Finlandia |
| Cespa Servicios Urbanos de Murcia                      | España    |
| Ayuntamiento de Murcia                                 | España    |
| Instituto tecnológico de Aragón - ITAINNOVA            | España    |
| UNIBIO                                                 | Dinamarca |
| Food BIO-CLUSTER Dinamarca                             | Dinamarca |
| Asociación Española de Normalización - UNE             | España    |
| Sistemas de Recuperación de Nutrientes - NURESYS       | Bélgica   |
| Ekobalans                                              | Suecia    |
| Ingeniería y Desarrollos Renovables - INDEREN          | España    |
| Centro Tecnológico GAIKER-IK4                          | España    |
| Entomo Agroindustrial                                  | España    |
| Kalundborg Kommune                                     | Dinamarca |
| Asociación Europea de la Industria de la Biomasa-Eubia | Bélgica   |
| Grupo Carinsa                                          | España    |